# Бенедикт Іроха
Бенедикт Іроха (англ. Benedict Iroha, нар. 29 листопада 1969, Аба) — нігерійський футболіст, що грав на позиції лівого захисника, зокрема, за низку європейських і американських команд, а також національну збірну Нігерії.
У складі збірної — володар Кубка африканських націй і учасник двох чемпіонатів світу. 

## Клубна кар'єра
У дорослому футболі дебютував 1989 року виступами за команду «Бендел Іншуренс». Наступного року перейшов до «Івуаньянву Нейшнл», а ще за рік став гравцем івуарійського «АСЕК Мімозас».
Привернув увагу представників тренерського штабу нідерландського «Вітесса», до складу якого приєднався 1992 року. Відіграв за команду з Арнема наступні чотири сезони своєї ігрової кар'єри.
1996 року перебрався до США, ставши гравцем «Сан-Хосе Клеш». У квітні того ж року у складі «Клеш» став учасником першого матчу в історії щойно утвореної MLS. Сам нігерієць увійшов в історію як автор першої результативної передачі в іграх цієї футбольної ліги.
Згодом частину 1997 року захищав кольори «Ді Сі Юнайтед», після чого повернувся до Європи, уклавши контракт з іспанським «Ельче». Зігравши лише одну гру в чемпіонаті Іспанії, 1998 року перебрався до «Вотфорда», у складі якого також майже не грав, здебільшого лікуючись від проблем із суглобами стопи. 2000 року був змушений оголосити про завершення кар'єри.

## Виступи за збірну
1990 року дебютував в офіційних матчах у складі національної збірної Нігерії. 
1994 року був гравцем основного складу збірної Нігерії на тріумфальному для неї тогорічному Кубку африканських націй у Тунісі. Згодом того ж рок став учасником чемпіонату світу у США, де, щоправда, взяв участь лише в одній грі групового етапу.
За чотири роки, на чемпіонаті світу 1998 у Франції, також був резервним захисником «суперорлів», і його участь також обмежилася виходом на поле в одній грі групового етапу.
Загалом протягом кар'єри у національній команді, яка тривала 9 років, провів у її формі 50 матчів, забивши 1 гол.

## Титули і досягнення
- Володар Кубка африканських націй: 1994
- Срібний призер Кубка африканських націй: 1990